# Dallas Mavericks
Dallas Mavericks és una franquícia de bàsquet de l'NBA, que participa en la Divisió Sud-oest de la Conferència Oest de l'NBA. La seu de l'equip està situada a la ciutat de Dallas, (Texas). L'apel·latiu Mavericks va ser triat en un concurs públic on es van rebre més de 4.600 suggeriments. El logotip actual té un poltre al voltant d'una pilota, reflectint el significat en anglès de la paraula maverick (poltre que no té la marca del seu amo). Anteriorment, el logotip de l'equip reflectia un tradicional barret de vaquer Texà sobre una lletra M.

## Història de la franquícia
L'any 1979, el milionari Donald J. Carter va dipositar 12 milions de dòlars a la seu de l'NBA, per permetre l'entrada dels Dallas Mavericks a la lliga. L'equip va ser enquadrat a la divisió mig-oest, conjuntament amb altres equips texans com els San Antonio Spurs.
L'any següent va començar la seva participació en la lliga amb un pèssim balanç de 15 victòries i 67 derrotes, però amb l'aparició de dues persones molt importants en el seu futur immediat. Un va ser el base-escorta Brad Davis i l'altra va ser l'entrenador Dick Motta.
Dallas durant aquests anys inicials va optar a molt bones posicions als Drafts, a causa dels seus pèssims resultats a la lliga. Això es va traduir amb l'arribada de grans jugadors, com ara Mark Aguirre, Rolando Blackman i Jay Vincent tots elegits l'any 1981, en 1a, 9a i 24a posició respectivament.
Uns anys més tard apareixerien altres jugadors com ara Detlef Schremph, Sam Perkins i Derek Harper.
Gràcies a l'arribada d'aquests i altres jugadors, Dallas va anar millorant les seves posicions a la lliga, i poder entrar en diverses ocasions als playoffs, fins al seu moment més important, l'any 1987, quan va quedar als peus de la final de l'NBA al perdre contra Los Angeles Lakers al setè partit de la final de la conferència Oest. A partir d'aquí va començar la decadència de l'equip, que els durarà fins a la fi dels anys 90 i van encadenar una de les pitjors ratxes de la història de l'NBA.
A partir del 1998, la situació va canviar i es va tornar a viure moments glòria com enguany el 2006. Gràcies a molt bones incorporacions com (Michael Finley i Steve Nash), eleccions al draft com Dirk Nowitzki i a un bon entrenador (Don Nelson), es van aconseguir de nou bons resultats.
Dallas es va tornar a ficar als playoffs, després d'una dècada sencera, i jugadors seus van disputar de nou un All-Stars. L'any 2003, van arribar de nou a la final de la conferència Oest però van acabar caient de nou en l'últim partit davant els San Antonio Spurs.
A la temporada 2004-05 van aconseguir un rècord de 58 victòries i 24 derrotes, tot i això van caure eliminats en segona ronda davant els Phoenix Suns.
El 2006, aconsegueixen eliminar els Phoenix Suns a la final de la Conferència Oest i assoleixen el seu primer títol de conferència, arribant d'aquesta manera per primera vegada la final de l'NBA. En aquesta final s'enfronta als Miami Heat, després dels dos primers partits a Dallas, els Mavericks es posarien 2-0 en la sèrie, però finalment perdrien la final per 4 a 2.
No va ser fins al 12 de juny de 2011 quan es van proclamar campions de l'NBA per primera vegada. Amb el jugador franquícia Dirk Nowitzki al capdavant, que fou nomenat l'MVP de les finals, l'equip texà superà per 4-2 els Miami Heat de LeBron James, Dwyane Wade i Chris Bosh.

### Inicis (1980-82)

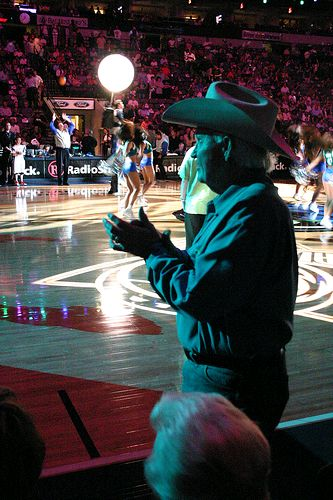
Don Carter, primer propietari de la franquícia.

El 1979, l'empresari Don Carter i el seu soci Norm Sonju van sol·licitar el permís per portar una franquícia de la NBA a Dallas. L'últim equip professional de bàsquet havia estat Dallas Chaparrals de la ABA, que es va mudar a Sant Antonio en 1973 i es va convertir en Sant Antonio Spurs.
És el All-Star de 1980, els propietaris de la lliga van aprovar admetre al nou equip, i els Mavericks van pagar 12 milions de dòlars per unir-se a la NBA en la temporada 1980-81. El nom de l'equip, Mavericks, es va posar a causa d'una comèdia de televisió de l'Oest cridada Maverick de 1957-1962. James Garner, que en realitat feia el paper en la sèrie del protagonista, va formar part del grup de propietaris de la franquícia. L'equip de bàsquet de la Universitat Texas en Arlington també és conegut com a Mavericks. Es van unir a la Divisió Mitjà Oest de la Conferencia Oest, on van romandre fins que la lliga fos reestructurada en sis divisions en 2004-05. Dick Motta, que havia guiat a Washington Bullets al campionat en 1978, va ser el primer entrenador dels Mavericks. Tenia guanyada una gran reputació de tècnic dur i disciplinari, però també era un gran coneixedor del joc.
Kiki Vandeweghe de UCLA va ser seleccionat en el Draft de 1980 en la 11a posició, però el jugador es va negar a jugar amb els Mavs i va ser traspassat a Denver Nuggets juntament amb una primera ronda de draft de 1986 per dues primeres rondes de draft que posteriorment utilitzarien per seleccionar a Rolando Blackman en 1981 i a Sam Perkins el 1984.
El primer partit de la història dels Mavericks, jugat en el Reunion Arena, va finalitzar amb derrota davant Sant Antonio Spurs per 103-92. L'equip va començar la temporada amb una mica prometedor 6-40, finalitzant 15-67. No obstant això, Dallas va realitzar un fitxatge que encara que en un primer moment semblés menor, amb el temps es va convertir en un jugador de molta importància; el base Brad Davis, procedent de la CBA. Començant de titular en 26 trobades, va liderar a l'equip en assistències i es va convertir en una peça clau dels Mavericks, passant allí els següents 12 anys i sent-li retirat el seu dorsal 15 el 14 de novembre de 1992.
El Draft de 1981 va portar a tres jugadors vitals en la història de la franquícia. Amb la tercera posició van seleccionar al ràfec Mark Aguirre, amb la novena al panameny Rolando Blackman i amb la vigesimocuarta a Jay Vincent. Durant els 7 anys que Aguirre va passar en Dallas, va fer una mitjana de 24,6 punts per partit, mentre que Blackman va aportar 19.2 en 11 anys.
Jay Vincent va fer una mitjana de 21.4 en la seva primera campanya en la lliga, finalitzant en el millor quintet de rookies de la temporada. Els Mavericks van millorar el seu balanç a un 28-54, sortint de les profunditats de la Divisió Mitjà Oest i acabant per sobre de Utah Jazz.

### Convertint-se en una potència (1982-85)
En la temporada 1982-83, els Mavericks eren seriosos aspirants a classificar-se per playoffs per primera vegada. Fins a l'aturada del All-Star, el seu balanç era de 25-24, i havien vençut en 12 dels seus últims 15 trobades. No van poder aguantar aquest ritme i van finalitzar set partits per darrere de Denver Nuggets pel sisè i últim lloc que donava accés a playoffs a l'Oest. El seu rècord final va ser de 38-44, la qual cosa va significar una millora de deu victòries respecte a l'any anterior, i el fet que un equip de tan sol tres anys en la lliga hagi arribat a estar en llocs de playoffs era bastant notable.
Mark Aguirre va liderar als Mavericks en anotació amb una mitjana de 24,4 punts per partit, sisè en la NBA. Jay Vincent i Rolando Blackman van contribuir amb 18,7 i 17,7 punts per partit respectivament. Brad Davis va ser desè en assistències de la lliga amb 7,2 per partit, i amb un 84,5% en tirs lliures, sisè.

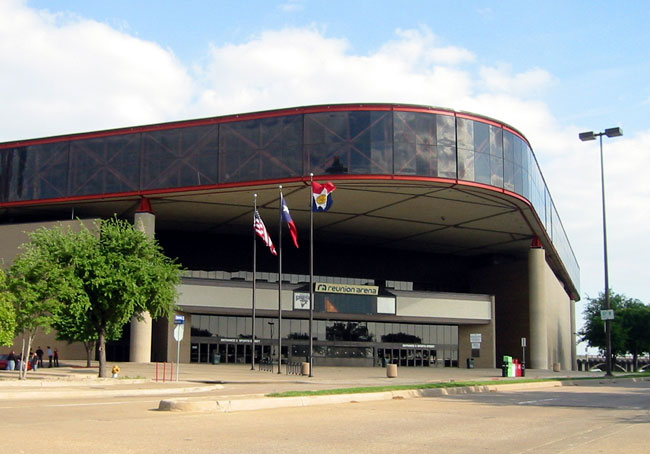
El Reunion Arena va ser el pavelló de l'equip des de 1980 fins a 2001.

Derek Harper va ser seleccionat a l'onzena posició del Draft de 1983. El base passaria una dècada en l'equip, amb una mitjan de 15,1 punts i 6,1 assistències. El treball dels Mavs va tenir el seu recompensa en la temporada 1983-84, finalitzant amb un balanç positiu per primera vegada en la seva curta història, 43-39, i segon en la seva divisió. Aguirre va ser seleccionat per disputar el seu primer All-Star Game, i va acabar la campanya amb una mitjana 29.5 punts per nit, segon en la lliga darrere de Adrian Dantley de Utah Jazz.
Dallas va finalitzar al quart lloc de la Conferència Oest, i la seva primera aparició en playoffs va ser reeixida. Va eliminar en primera ronda Seattle SuperSonics en cinc partits. L'última trobada de la sèrie es va jugar al Moody Coliseum en comptes del Reunion Arena, ja que aquest estava ocupat a causa d'un torneig de tennis. En la següent ronda, els Lakers de Magic Johnson van ser massa per als joves Mavs, que van caure 4-1.
Però un traspàs en la seva primera temporada en la lliga va donar resultat el 1984, a causa que van rebre la primera ronda de draft de Cleveland Cavaliers i va acabar en quarta posició. Els Mavericks van seleccionar Sam Perkins de Carolina del Nord, un excels tirador que va fer una mitjana de 14,4 punts i vuit rebots en sis temporades en Dallas.
En aquells dies, Dallas Cowboys, un dels equips capdavanters de la NFL, va començar el seu lent i dolorós ocàs que va veure el seu fons el 1989 amb un pèssim 1-15. Els Mavs, no obstant això, vivien el seu moment més dolç i van substituir els Cowboys com l'equip més popular de la ciutat.
La temporada 1984-85 va acabar amb millor rècord que la campanya passada; 44-38. Aguirre va tornar a liderar a l'equip en anotació amb 25,7 punts per nit, Perkins va ser inclòs en el millor quintet de «novençans» de la temporada i Blackman va representar els Mavs en el All-Star Game de 1985. Dallas va tornar un any més a playoffs, però no va tenir la mateixa sort que la campanya anterior. Van guanyar a Portland Trail Blazers la primera trobada de la primera ronda en una doble pròrroga, però els tres següents de la sèrie van ser pels Blazers, donant per finalitzada la sèrie i el concurs dels Mavericks en la postemporada.

### Un veritable aspirant (1985-87)
A causa del traspàs amb els Cavaliers en el passat, els Mavs tenien la vuitena posició del Draft de 1985, i la van utilitzar per seleccionar al alemany Detlef Schrempf, procedent de la Universitat de Washington. Mostraria centelleigs de brillantor en les seves tres temporades en l'equip, però no va ser fins al seu traspàs a Indiana Pacers quan va desenvolupar tot el seu enorme potencial. Els Mavericks també van traspassar al pivot Kurt Nimphius a Los Angeles Clippers per James Donaldson, qui jugaria en l'equip fins a mitjan temporada 1991-92.
Blackman va tornar a disputar el All-Star Game en 1986, celebrat en Dallas. En la temporada 1985-86, els Mavericks eren un equip summament anotador, amb mitjanes per sobre dels 115 punts per partit. Dallas va fer la seva tercera aparició consecutiva en playoffs, i va derrotar a Utah Jazz en primera ronda. En Semifinals de Conferència, els Lakers es van tornar a creuar en el seu camí. Però en quatre d'aquestes trobades es va decidir per un marge de quatre punts o menys de diferència, amb els Mavs guanyant la meitat d'aquests partits.
Els Mavericks triarien en el draft en 1986 al pivot Roy Tarpley, un jugador tan talentós com problemàtic. En la campanya 1986-87, l'equip va realitzar la millor temporada en la seva història, amb un positiu balanç de 55-27, guanyant el seu primer títol de divisió. Però malgrat les grans expectatives que envoltaven a l'equip, aquests es van esfondrar en playoffs. Després de guanyar als Sonics el primer partit de la primera ronda per 22 punts, van perdre els tres següents i van caure eliminats.
Després del fracàs de postemporada, Dick Motta, que havia dirigit a l'equip des dels seus inicis, va deixar els Mavericks. John MacLeod, que havia portat a playoffs a Phoenix Suns nou vegades en 11 anys, inclòs unes Finals de la NBA en 1976, es va fer càrrec de les regnes de l'equip.
La temporada 1987-88 va ser un altre èxit per a la franquícia, finalitzant 53-29. Mark Aguirre i James Donaldson van jugar el All-Star Game de 1988, l'equip va aconseguir l'en aquells dies millor ratxa de la seva història amb 11 victòries consecutives, i Blackman va anotar el punt 10.000 en la seva carrera. Aguirre va liderar per sisè any consecutiu a l'equip en anotació, amb 25,1, i Roy Tarpley va guanyar el Millor Sisè Home amb 13,5 punts i 11,8 rebots de mitjana.
Aquells playoffs van ser els millors de l'equip des de la seva existència. Van vèncer els Houston Rockets en quatre partits i a Denver Nuggets en sis, interposant-se tan sol els Lakers en el seu camí cap a les Finals en set trobades.

### Temporada en ruïnes (1988-89)
La temporada 1988-89 dels Mavericks va ser delmada per les lesions, sancions i traspassos de dos dels millors jugadors de la franquícia. Dallas va començar el curs 9-3, però després d'aquests problemes va començar a baixar ràpidament. Roy Tarpley va violar la política anti-drogues de la lliga i va ser sancionat indefinidament. A mitjan febrer, Aguirre va ser traspassat a Detroit Pistons a canvi de Adrian Dantley. Al principi, Dantley es va negar a jugar amb els Mavs, resistint durant vuit dies. Durant aquest temps, Schremppf va ser enviat a Indiana per Herb Williams.
El 10 de març de 1989, Donaldson es va lesionar per a tota la temporada. Uns desanimats i desmoralitzats Mavericks van acabar la temporada amb un balanç de 38-44, no tan negatiu dau els problemes que li van aguaitar durant tota la campanya. Aquesta va ser la seva primera temporada amb més derrotes que victòries des de la de 1982-83.

### Breu ressorgir (1989-90)
Els Mavericks van tornar als playoffs en la temporada 1989-90 amb un rècord de 47-35, però es va tractar d'un altre caos de campanya fora de les pistes. El 15 de novembre, després de sol sis trobades dels Mavs en la temporada, Tarpley va ser detingut per conduir borratxo i oposar-se a la detenció. L'equip va començar 5-6 i MacLeod va ser acomiadat, sent reemplaçat pel seu assistent Richie Adubato. Després de classificar-se pels playoffs després de guanyar els quatre últims partits, van ser eliminats en primera ronda pels Blazers en tres trobades. Aquesta seria la seva última aparició en playoffs fins a 2001.

### Caiguda lliure (1990-92)
L'equip va haver d'afrontar nombrosos canvis en 1990, perdent a Perkins via agent lliure als Lakers i sofrint lesions pràcticament el quintet titular de l'equip. Els jugadors que van aconseguir fitxar (Rodney McCray, Fat Lever i Alex English) estaven tots ells en el crepuscle de la seva carrera. El 9 de novembre es va anunciar que Lever es perdia tota la temporada per lesió, i aquesta mateixa nit, Tarpley va sofrir una lesió en el seu genoll que també va acabar amb la temporada per a ell. A partir d'això, la temporada pels Mavericks va començar a empitjorar, finalitzant amb un 28-54, el pitjor registre de la lliga, quedant fins i tot per darrere dels equips de segon any Minnesota Timberwolves i Orlando Magic.
En març de 1991, Tarpley va ser de nou detingut per conduir borratxo i suspès per la NBA una vegada més.
Però les coses van ser encara pitjor en la temporada 1991-92. Abans que comencés, Tarpley va violar la política anti-drogues de la lliga per tercera vegada i va ser suspès per a tota la vida. Els pocs jugadors talentosos que tenia Dallas van caure lesionats. Els problemes d'esquena de Brad Davis van forçar la seva retirada a mitjan gener, i Fat Lever es va lesionar el genoll de nou el 29 de gener, perdent-se la resta de temporada. L'equip va finalitzar 20-62.
La temporada 1992-93 va començar amb una seriosa reconstrucció, amb el traspàs de Blackman (que en aquells dies havia superat a Aguirre com el màxim anotador de la franquícia) a New York per una primera ronda de draft. Blackman va fer quatre aparicions en el All-Star Game en la seva etapa en Dallas. Herb Williams va signar amb els Knicks com a agent lliure. Lever va tornar a ser operat i es va perdre tota la temporada de nou. Derek Harper va ser l'única causa d'optimisme de l'equip, liderant en anotació amb 18.3 punts per partit.

### Flirtejant amb la inutilitat (1992-94)
Els Mavericks van seleccionar a Jim Jackson, escorta de Ohio State, en la quarta posició del Draft de 1992. Jackson solament va jugar 28 partits aquesta temporada, un any replet de lesions i canvis d'entrenador. Els Mavericks van començar 2-27 i van acomiadar a Adubato el 13 de gener, sent reemplaçat per Gar Heard. L'equip va estar prop de batre el negatiu rècord del pitjor registre d'una temporada, que ostenta Philadelphia 76ers des de la temporada 1972-73 amb 9-73. Finalment, Dallas va aconseguir un paupèrrim 11-71.
En el Draft de 1993, els Mavericks van escollir al ràfec Jamal Mashburn, procedent de Kentucky, en la quarta posició, i van fitxar com a entrenador a Quinn Buckner, però el progrés va ser mínim, per no dir pitjor. Part del problema va ser que Buckner va començar a emular el model disciplinari del seu entrenador d'universitat, Bobby Knight. La jove plantilla no va respondre positivament al sever estil d'entrenament de Buckner, i va començar 1-23. Cap a final de gener el seu registre era de 3-40, i era de nou possible superar el balanç dels antics 76ers. Però un rècord de 5-9 en febrer i abril, a més de l'afluixament de les regnes de Buckner, va millorar les coses i l'equip va finalitzar amb un 13-69. Així i tot, seguia sent el pitjor registre de la temporada, encara que s'havia evitat batre el rècord negatiu de Philadelphia.
Després de la penosa temporada, Buckner va ser acomiadat. Repescaron a Dick Motta, un tècnic que va liderar als Mavs en les seves millors temporades. En el Draft de 1994, Dallas va seleccionar al prometedor base Jason Kidd, peça vital en la formació de les populars "Tres Js", juntament amb Jackson i Mashburn.

### Les "Tres Js" donen esperança a Dallas (1994-96)

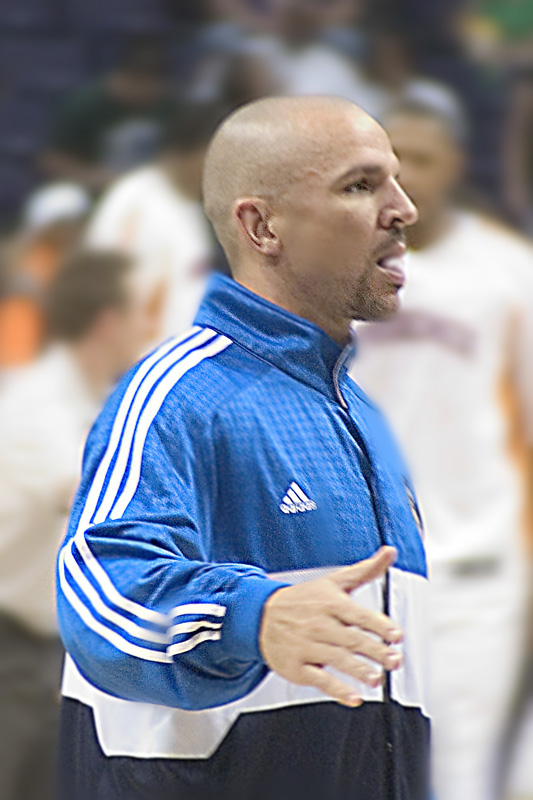
Jason Kidd va ser seleccionat en el Draft de 1994 pels Mavericks.

L'adquisició de Kidd va millorar l'equip en la campanya 1994-95, amb una mitjana d'11,7 punts, 5,4 rebots i 7,7 assistències en la seva primera temporada en la lliga, i fins i tot va liderar la NBA en triples-dobles aquest any. Roy Tarpley va tornar a la lliga després de tres anys, ajudant amb 12,6 punts i 8,2 rebots.
El tàndem Jim Jackson-Jamal Mashburn va ser el duo més anotador de la lliga, el primer va tenir una mitjan de 25,7 punts (encara que va sofrir un esquinç de turmell el febrer que li va fer perdre la resta de temporada) per 24,1 de J-Mash. El ràfec de segon any Popeye Jones també va quallar una gran campanya, aportant 10,6 rebots per nit i liderant la lliga en rebots ofensius. La millora dels Mavs va ser palpable i van escalar fins a la desena posició de l'Oest i amb un registre notable de 36-46, solament cinc partits per sota de Denver Nuggets per classificar-se a playoffs. Aquesta va ser la millora més grossa d'una temporada a una altra de la franquícia, i la major de la lliga. Molts van esperar que aquest canvi positiu en el rumb de l'equip els servís per aconseguir una plaça en playoffs, alguna cosa que no aconseguien des de 1990, però malgrat un començament de 4-0 a la temporada 1995-96, no el van reeixir.
Per segona vegada en la seva carrera, Tarpley va ser sancionat per a tota la vida per violar la política anti-droga de la lliga, i no tornaria a jugar mai en la NBA, i a causa de lesions de genoll, Mashburn tan sol va poder disputar 18 partits en aquesta campanya.
Les altres dos estels de l'equip, Kidd i Jackson, van tenir problemes entre ells durant tota la temporada, encara que això no entorpís la seva estrellato individual. Jackson va liderar l'equip en anotació amb 19,6 punts per nit, va encertar 121 triples i va anar l'únic maverick a jugar els 82 partits de lliga. Kidd va ser el primer jugador en la història de l'equip a disputar de titular l'All-Star Game, va acabar segon en assistències en la lliga i cambra en robatoris, mentre va fer una mitjana de 16,6 punts per trobada. George McCloud, que havia fet una mitjana de 9,6 punts en la temporada anterior, va progressar fins als 18,9 punts per nit, gràcies en part al seu encert des del perímetre, així fent era una amenaça constant en la pista. En total, va anotar 257 triples aquest any. En general, els Mavericks van convertir 735 dels 2.039 tirs de tres que van intentar, tots dos nous rècords.
Els Mavericks van finalitzar amb un registre de 26-56, en cinquè lloc de la Divisió Mitjà Oest i a 33 partits del primer lloc. Motta va ser acomiadat i substituït per Jim Cleamons, assistent dels Chicago Bulls. Per la seva banda, Don Carter, primer i únic propietari de la franquícia fins llavors, va vendre els Mavericks a un grup d'inversors liderat per H. Ross Perot, Jr.

### Començant de nou (1996-2001)
La temporada 1996-97 va ser de transició pels Mavericks, en la qual bàsicament van remodelar la seva plantilla; 27 cares noves es van veure en el vestuari de l'equip, batent un rècord en la NBA. A la fi de la temporada, només el novençà Samaki Walker hi va continuar.
El primer moviment notable va arribar al desembre, traspassant Jason Kidd, Loren Meyer i Tony Dumas a Phoenix Suns per Michael Finley, Sam Cassell i A. de C. Green. Finley va ser el jugador que més ràpidament va brillar, amb una mitjana al voltant de 20 punts per nit en les següents set campanyes en Dallas, a més de dues aparicions en l'All-Star Game i de no perdre's cap partit fins a la temporada 2001-02.
Don Nelson va ser fitxat com a general manager el 7 de febrer, i es va prendre poc temps per deixar el seu senyal en l'equip. Una setmana després del seu fitxatge, els Mavs van tallar Fred Roberts i Oliver Miller i van traspassar Jamal Mashburn a Miami Heat per Kurt Thomas, Martin Müürsepp i el bosnià Sasha Danilović.
Aquest canvi realment no li va sortir bé a Dallas. Thomas no va jugar en la temporada 1996-97, i tan sol va acabar jugant cinc trobades amb els Mavericks abans de ser enviat a New York Knicks. Danilović va jugar tretze partits abans que el seu contracte arribés a la seva fi i signés amb Bucker Bologna de la lliga italiana, i Müürsepp va disputar 73 trobades en dos anys amb els Mavs abans d'abandonar la NBA.
Chris Gatling va ser l'únic representant de l'equip een l'All-Star Game, però no duraria molt a Dallas. En un dels traspassos més grans quant a nombre de jugadors de la història, els Mavericks van traspassar Chris Gatling, Jim Jackson, Sam Cassell, George McCloud i Eric Montross a New Jersey Nets pel pivot Shawn Bradley, Ed O'Bannon i els bases Khalid Reeves i Robert Pack. Nelson va subratllar que els moviments eren necessaris perquè la situació en el vestuari era inacceptable. Bradley passaria part dels seus vuit anys a Dallas presentant modestes contribucions i aportant nombres decents en taps.
El novençà base Erick Strickland, no triat en el draft, va ser una sorpresa agradable per a l'equip amb una mitjana de 10.6 punts per nit. Juntament amb Finley i Bradley, va ser el cor dels nous Mavs. Però els constants canvis van fer impossible una cohereència en la plantilla de la temporada 1996-97, i els Mavericks van acabar 24-58. La bona notícia és que van adquirir jugadors que en un futur serien molt importants en l'equip.

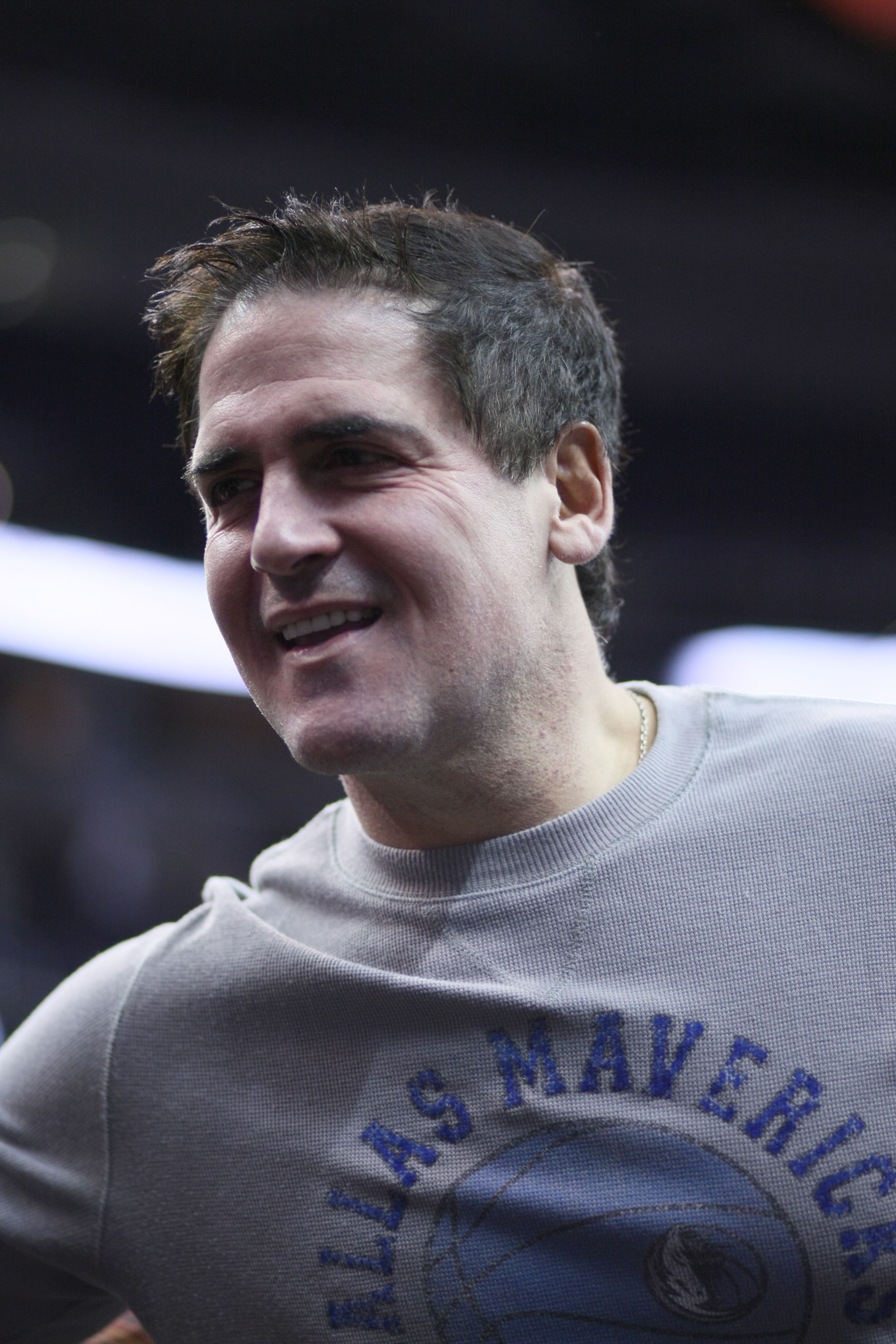
Mark Cuban, propietari dels Mavs.

En la temporada del tancament patronal, la temporada 1998-99, els Mavericks van acabar amb un decent 19-31, però Michael Finley i Gary Trent van presentar uns sòlids nombres i van conduir l'equip al seu primer registre positiu a casa (15-10). Notables van ser les adquisicions de l'alemany Dirk Nowitzki i del base canadenca Steve Nash, dos moviments aparentment inespectaculares que tindrien un gran impacte en el futur.
En la temporada següent l'equip per fi va despertar i va començar a guanyar regularment. Liderat per Finley, els Mavericks van realitzar la primera temporada de més de 40 victòries des de 1990. Nowitzki va ser de gran ajuda, com una potent amenaça ofensiva.
El 14 de gener de 2000, el grup de Perot va vendre la franquícia a l'empresari d'Internet Mark Cuban per 285 milions de dòlars. Cuban immediatament intenta revitalitzar l'equip i augmentar la popularitat del mateix a Dallas i a nivell nacional. Els seus polèmics moviments (va permetre a Dennis Rodman viure a casa seva durant una setmana abans que el jugador signés pels Mavs) i la seva personalitat oberta en van fer ràpidament un ídol per a l'afició de l'equip. També ha gastat milions de dòlars a causa de multes per violacions de regles de la NBA.
En la campanya 2000-01, els Mavericks van millorar encara més i van obtenir un balanç de 53-29, proveït de combustible per un impressionant triangle ofensiu format per Nowitzki, Finley i Nash. Minuts abans de la fi del termini dels traspassos, els Mavericks van enviar Hubert Davis, Christian Laettner, Courtney Alexander i Etan Thomas a Washington Wizards per Juwan Howard, Calvin Booth i Obinna Ekezie. En playoffs, per primera vegada en 11 anys, van eliminar per la mínima Utah Jazz en primera ronda, avançant a segona ronda per segona vegada des de 1988. Finalment van ser eliminats per Sant Antonio Spurs en cinc partits. Aquesta seria també l'última campanya de l'equip a l'estadi Reunion Arena abans de moure al modern American Airlines Center.

### El millor atac de l'NBA

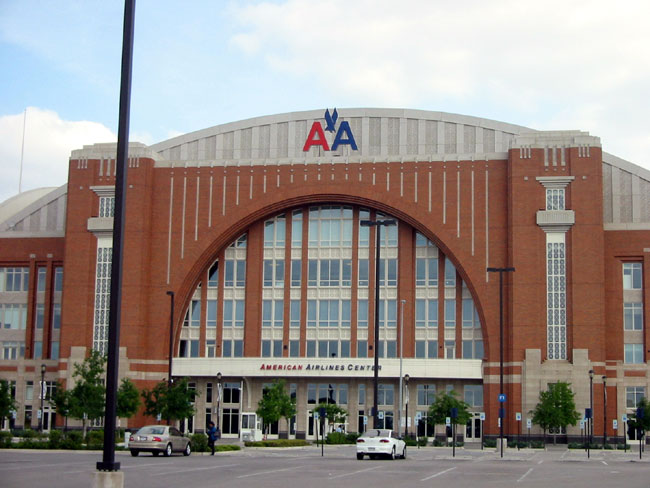
El modern American Airlines Center, casa dels Mavericks des de 2001.

La temporada 2001-02 va ser un èxit gràcies al balanç positiu de 57-25 i als grans guanys en taquilla. La campanya també va veure un canvi del logo, dels uniformes i dels colors, eliminant el popular barret de vaquer de l'escut per un nou format per un cavall i els colors blanc i blau, deixant enrere el verd. A la fi de la campanya van traspassaven Juwan Howard, Tim Hardaway i Donnell Harvey a Denver Nuggets a canvi de Raef LaFrentz, Nick Van Exel, Tariq Abdul-Wahad i Avery Johnson. Els Mavericks van escombrar Minnesota Timberwolves en la primera ronda de playoffs, però van caure de nou en segona ronda, aquesta vegada amb Sagrament Kings.
Però va anar en la següent campanya quan els Mavericks es van obrir pas definitivament. Van començar l'any amb un balanç de 14-0, a punt de superar el rècord de millor començament de temporada que posseeix Houston Rockets amb un 15-0 en la temporada 1993-94. Dallas va acabar la temporada regular amb un 60-22, sorprenent admiradors i crítics amb el seu brillant atac. Liderats pel Gran Trio Nowitzki-Finley-Nash, els Mavericks van arribar a les Finals de Conferència i es van veure les cares amb Sant Antonio Spurs. No obstant això, amb la sèrie empatada a 1, Dirk Nowitzki, el màxim anotador de l'equip, es va lesionar el genoll en el tercer partit i va perdre's la resta de la sèrie. Al final, l'eliminatòria es va decidir en sis partits pels Spurs.
En la temporada 2002-03 van arribar moltes cares noves: Antawn Jamison, Danny Fortson, Jiri Welsch i Chris Mills van arribar des de Golden State a canvi de Nick Van Exel, Evan Eschmeyer, Popeye Jones, Avery Johnson i Antoine Rigaudeau. Un altre gran moviment va enviar Raef LaFrentz, Chris Mills i Jiri Welsch a Boston per Antoine Walker i Tony Delk. Encara que no hi havia molta química en l'equip, es van classificar sense problemes per a la postemporada. Amb el trio Nowitzki-Finley-Nash i Jamison, el Millor Sisè Home de la NBA, els Mavericks van confirmar llur reputació de millor equip ofensiu de la lliga. Una de les sorpreses més agradables van ser els rookies Josh Howard i Marquis Daniels, que van impactar immediatament. No obstant això, l'equip va ser una decepció en playoffs i en primera ronda va caure davant Sagrament Kings.

### Camí a les Finals
En la temporada 2004-05, van arribar a l'equip el pivot Erick Dampier, el base Jason Terry, el veloç rookie Devin Harris, l'anotador Jerry Stackhouse i el defensor Alan Henderson. Malgrat perdre Steve Nash que se'n va anar a Phoenix Suns, les noves adquisicions van reforçar defensivament l'equip. El clàssic estil del run and gun va canviar per un estil de joc més equilibrat. En l'aturada de l'All-Star, els Mavs van aconseguir Keith Van Horn per Calvin Booth i Henderson.

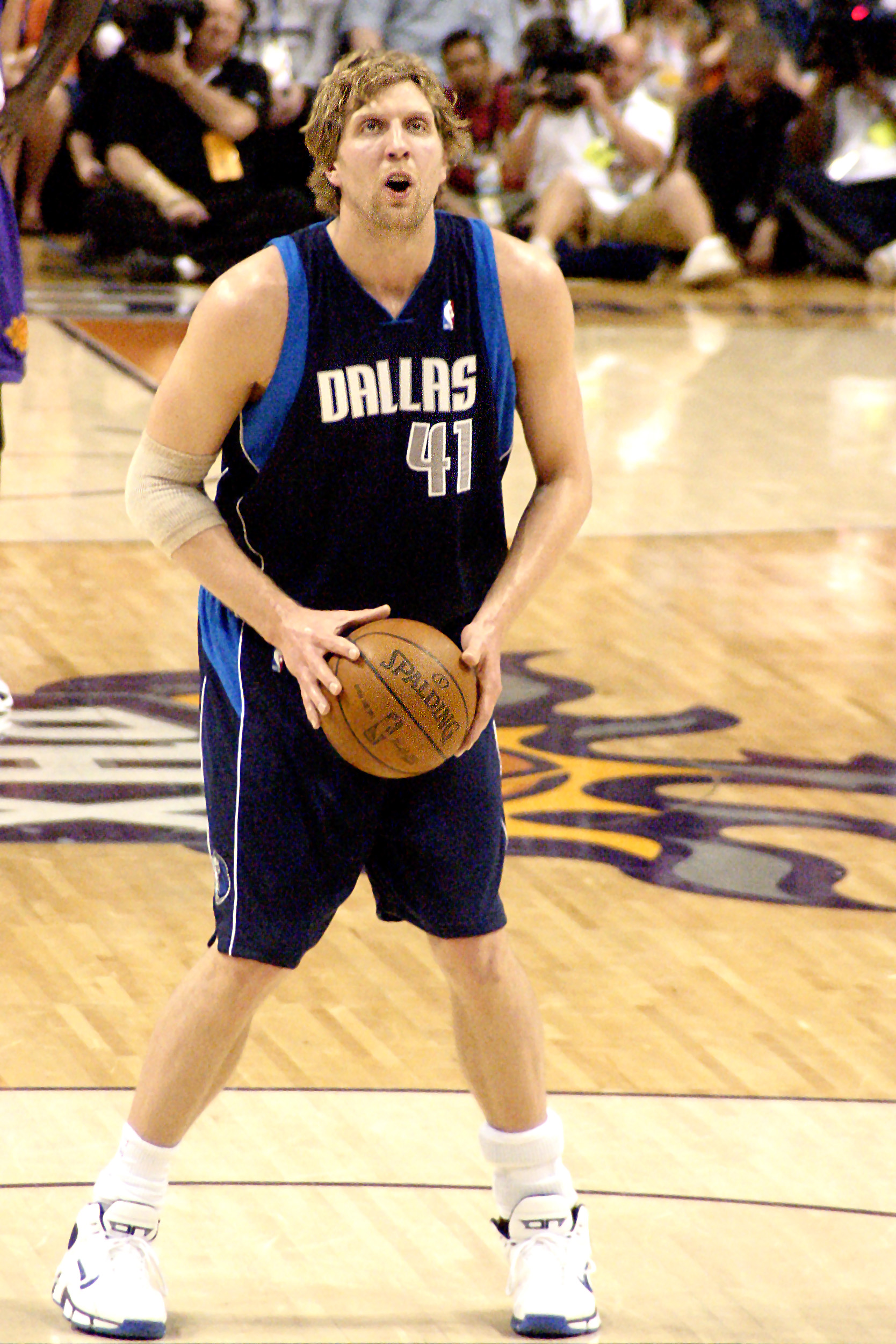
Dirk Nowitzki és el jugador franquícia dels Mavericks.

El 19 de març, el veterà entrenador Don Nelson va dimitir i el seu assistent Avery Johnson el va substituir. Sota la tutela de Johnson, l'equip es va fer més fort defensivament i van aconseguir un balanç de 58-24.
Els Mavericks van eliminar Houston Rockets en set duros partits, però en Semifinals de Conferència van perdre contra Phoenix Suns, liderats precisament pel base Steve Nash.
Abans del Draft de 2005, els Mavericks van traspassar totes les seves posicions en el mateix i es van quedar amb les mans buides. El 15 d'agost de 2005, el veterà Michael Finley va ser tallat sota la nova Allan Houston Rule. Conforme a aquesta regla, Orlando Magic va fer el mateix amb Doug Christie, que posteriorment va fitxar pels Mavs. Altres cares noves com DeSagana Diop, Rawle Marshall i Josh Powell van arribar a l'equip.
Fins al final de temporada, els Mavericks eren en contínua batalla amb els Spurs pel títol de divisió i pel primer lloc de conferència. No obstant això, no van guanyar el títol i van haver de conformar-se amb la quarta plaça, amb un balanç de 60-22 i amb Avery Johnson nomenat el Millor Entrenador de l'Any. En playoffs, van escombrar Memphis Grizzlies en primera ronda i en semifinals van viure una sèrie agònica davant els Spurs. Cinc dels set partits es van decidir en l'últim minut, inclòs l'últim, que va arribar a la pròrroga. Sota la direcció de Nowitzki i una banqueta tremendament profunda, els Mavs van avançar fins a les Finals de Conferència de l'NBA on s'enfrontarien de nou davant els Suns. La sèrie es va decidir en sis partits a favor dels texans, en part gràcies a la seva gran defensa. Amb això, arribaven a les Finals de la NBA per primera vegada en la història.

### Finals de Conferència de l'NBA de 2006
Els Mavericks van arribar a les seves primeres Finals després de derrotar els Suns en la sisena trobada de la sèrie el 3 de juny de 2006 a l'US Airways Center de Phoenix. Van enfrontar Miami Heat, i amb l'avantatge de camp al seu favor van guanyar els dos primers partits. Després de la segona trobada, els funcionaris de la ciutat de Dallas ja havien planificat la desfilada de victòria. No obstant això, a partir del tercer partit els Mavs van desaprofitar un avantatge de 2-0 davant uns Heat liderats per un esplèndid Dwyane Wade, que va fer una mitjana de 36 punts en els següents quatre partits.
Wade va portar els Heat al triomf, anotant 42 punts i recollint 13 rebots en l'ajustat tercer partit (98-96). A la cambra, l'avantatge va ser de 24 punts de diferència (74-98), amb un Wade immens de nou amb 36 punts. Ja en el cinquè i el que fet i fet seria l'últim a Miami, tan sol un punt de diferència va separar zl marcador tots dos equips. Wade una vegada més es va erigir com a heroi anotant la cistella que manava el partit a la pròrroga durant la qual uns tirs lliures li van donar la victòria. Wade va finalitzar amb 43 punts.
De tornada a Dallas, en la sisena trobada Wade va tornar a martiritzar els Mavericks amb 36 punts, ajudats pels cinc taps de Alonzo Mourning. Els Mavericks van ser el tercer equip en la història de la NBA (primer des de 1977) a desaprofitar un avantatge de 2-0. En la tercera trobada els Mavs van arribar a tenir un avantatge de tretze punts en el marcador mancant set minuts per al final de la trobada, però un parcial de 22-7 pels Heat va canviar totalment el panorama, finalment acabant 98-96 pels de Florida. Es va tractar de la major remuntada en playoffs de la història de la franquícia.

### 2006-08: De l'èxit al fracàs

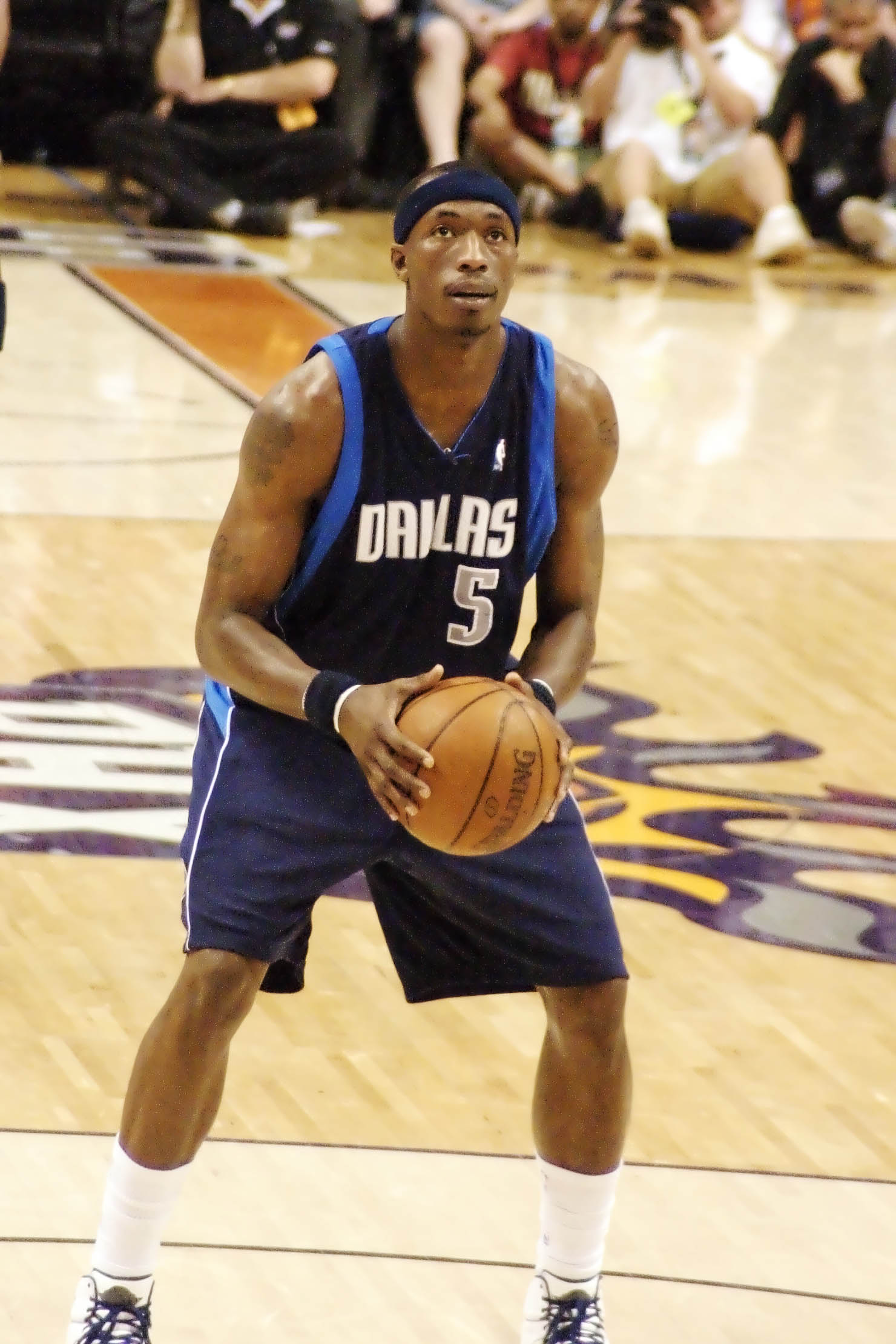
Josh Howard llançant un tir lliure.

Després d'un començament fluix (0-4), els Mavericks van remuntar i van aconseguir un històric 52-5 en els següents 57 partits. Van finalitzar la temporada amb un balanç de 67-15, primers en la lliga i sisè millor rècord de la història de la NBA. Nowitzki va tenir una campanya dominant, guanyant el premi MVP de la temporada (primer europeu a aconseguir-ho) i liderant els Mavericks a la millor temporada regular de la història. Mitjana de 24,6 punts, 8,9 rebots i 3,4 assistències en 36,2 minuts per nit. Juntament amb Josh Howard, l'alemany va disputar una vegada més l'All-Star Game. No obstant això, ràpidament va acabar l'eufòria pels de Texas. En playoffs es van trobar amb Golden State Warriors, vuitens en l'Oest, equip que els havia guanyat els tres partits en temporada regular.
Els Warriors van donar la sorpresa guanyant el primer partit, encara que en la segona cita els Mavericks van igualar la sèrie en una trobada en la qual Baron Davis i Stephen Jackson van ser expulsats. Els explosius Warriors van desmantellar el seu rival en els dos partits següents, resumits en victòria, i van fer de Nowitzki, recentment nomenat MVP, una presa fàcil i feble. Després d'una victòria dels Mavericks per 118-112, va arribar la sentència dels californians, que amb un 4-2 van eliminar Dallas i van accedir a les Semifinals de Conferència. Golden State va ser el primer equip que elimina el campió de conferència classificant-se vuitens en la mateixa des que es va imposar l'eliminatòria de primera ronda al millor de set partits.
En la temporada 2007-2008 els Mavs es van fer amb els serveis del veterà base Jason Kidd, procedent de New Jersey Nets, al costat de Malik Allen i Antoine Wright, i que van arribar a canvi de Devin Harris, DeSagana Diop, Trenton Hassell, Moe Ager i Keith Van Horn i de dues futures primeres rondes del draft.
Els Mavericks van finalitzar la temporada amb un balanç de 51-31, aconseguint la seva vuitena campanya consecutiva amb més de 50 victòries. Després del fiasco dels playoffs passats, es van trobar els New Orleans Hornets del base Chris Paul, segon classificat de la Conferencia Oest en la temporada regular. Els Hornets no van donar opció als Mavericks, eliminant-los per 4-1 en la primera ronda, la qual cosa va resultar en l'acomiadament urgent d'Avery Johnson, passat Entrenador de l'Any de la NBA el 2006, com a tècnic de l'equip el 30 d'abril de 2008, alhora que es van anunciar dràstics canvis per a la següent campanya.

### Temporada 2010-11: Primer títol NBA
En la temporada 2010-11 l'equip va aconseguir per fi, cinc anys després del subcampionat davant el Miami Heat l'anhelat títol, precisament davant el mateix equip.
Després d'una bona temporada regular l'equip va arribar 3° en l'oest a les finals amb un global de 57-25. En la primera ronda van superar 4-2 als Portland Trail Blazers, per a després en les Semifinals de Conferència escombrar als en aquells dies bicampions Los Angeles Lakers 4-0, accedint d'aquesta manera a les finals de conferència en les quals van derrotar el Oklahoma City Thunder en cinc jocs 4-1. I així, encara amb els pronòstics en contra, van arribar a altres finals de l'NBA, i amb una motivació extra en enfrontar a l'equip que les hi va guanyar el 2006. No obstant això, per a aquestes finals els Miami Heat partien com a favorit amb el seu anomenat Big three (Lebron James, Dwyane Wade i Chris Bosh). El primer partit l'hi van portar els Heat amb un 92-84 i una gran actuació dels seus estels, especialment de Wade, però per al segon Dirk Nowitzki trauria la cara i amb ajuda dels seus companys especialment Jason Terry i Shawn Marion van empatar la sèrie amb un marcador de 95 a 93. Llavors la sèrie es va traslladar a Dallas, però els Heat novament van prendre avantatge en el tercer partit per marcador de 88 a 86, amb la sèrie en contra 2 a 1 Dallas sabia que havia de guanyar a com sigui, i així ho va fer en el quart partit, i la sèrie es va empatar 2-2. El cinquè i últim partit a Dallas era decisiu per a les aspiracions de tots dos per guanyar el títol. Miami va demostrar molts dubtes i amb un Lebron James donant un dels pitjors partits de la seva carrera, Dallas amb 29 punts de Nowitzki, prenent avantatge 3 a 2 en la sèrie. A un partit del somiat primer títol que se li havia negat durant anys. Per al sisè joc amb una destacada actuació de Jason Terry amb 27 punts, un revulsiu Jose Juan Barea afegits a l'aportació tanta ofensiva com a defensiu de Jason Kidd, Shawn Marion i DeShawn Stevenson van fer que no es notés la pobra actuació de les tres primeres cambres del joc de Nowitzki, que per a l'última cambra aporto punts, i afegits a les perdudes de pilota i facilitats defensives i ofensives de Miami van fer que Dallas es consagrés campió de la NBA per primera vegada en la seva història amb un marcador 105 a 95.
A Dirk Nowitzki li va ser atorgat el Premi Bill Russell al MVP de les Finals de la NBA, primer jugador de la franquícia i primer alemany a aconseguir-ho. A més cal destacar que Dallas ha guanyat cinquanta o més partits de temporada regular en onze temporades consecutives.

### Etapa post-anell[Cal aclariment](2011-)
Per a la temporada 2011-12 (que incloïa lockout), que els Dallas afrontaven com a vigents campions, van traspassar Tyson Chandler a New York Knicks, Pedja Stojaković es va retirar del bàsquet, el porto-riqueny José Juan Barea va anar lliure a Minnesota Timberwolves i DeShawn Stevenson va fitxar pels New Jersey Nets. Els Mavericks es van fer amb el veterà Vince Carter, un Lamar Odom que va arribar a cost zero procedent de Los Angeles Lakers i Delonte West que va arribar dels Boston Celtics. Els Mavericks afrontaven aquesta nova temporada amb l'aspiració de revalidar anell, però van començar de manera molt irregular. L'equip va sofrir l'absència d'un Lamar Odom que no es trobava a gust a Dallas, per la qual cosa l'equip ho va apartar abans dels playoffs. Els Mavericks van entrar en la setena posició per playoffs van haver d'enfrontar els Oklahoma City Thunder. Van ser humiliats amb un 4-0 global.
Amb la 2012-13, els Mavericks van decidir fitxar jugadors per un any i lliures, com Chris Kaman, O.J. Maig o Elton Brand, per tenir prou diners per a contractar un gran estel i començar la reconstrucció. També van arribar Darren Collison i Dahntay Jones procedents de Indiana Pacers a canvi de Ian Mahinmi. Al seu torn, se'n van anar lliures importants pilars de l'anell de la 2010-11 com Jason Kidd o Jason Terry. Els següents anys van fer un paper discret, arribant a playoffs el 2012, 2014, 2015, 2016 i 2020. Sempre van ser eliminats en primera ronda, i fitxant Luka Doncic, anomenat Rookie de l'any en la temporada 2018-19 coincidint amb la retirada de Dirk Nowitzki.

## Temporades[Cal actualitzar]
| Temporada | Victòries | Derrotes | %    |
| 1980-'81  | 15        | 67       | .183 |
| 1981-'82  | 28        | 54       | .341 |
| 1982-'83  | 38        | 44       | .463 |
| 1983-'84  | 43        | 39       | .524 |
| 1984-'85  | 44        | 38       | .537 |
| 1985-'86  | 44        | 38       | .537 |
| 1986-'87  | 55        | 27       | .671 |
| 1987-'88  | 53        | 29       | .646 |
| 1988-'89  | 38        | 54       | .463 |
| 1989-'90  | 47        | 35       | .573 |
| 1990-'91  | 28        | 54       | .341 |
| 1992-'93  | 11        | 71       | .134 |
| 1993-'94  | 13        | 69       | .159 |
| 1994-'95  | 36        | 46       | .439 |
| 1995-'96  | 26        | 56       | .317 |
| 1996-'97  | 24        | 58       | .293 |
| 1997-'98  | 20        | 62       | .244 |
| 1998-'99  | 14        | 36       | .280 |
| 1999-2000 | 40        | 42       | .488 |
| 2000-'01  | 53        | 29       | .646 |
| 2001-'02  | 57        | 25       | .695 |
| 2002-'03  | 60        | 22       | .732 |
| 2003-'04  | 52        | 30       | .634 |
| 2004-'05  | 58        | 24       | .707 |

## Jugadors destacats
Números Retirats
- (12) Derek Harper
- (15) Brad Davis

- (22) Rolando Blackman
- (41) Dirk Nowitzki

Per Recordar
- Mark Aguirre

- Shawn Bradley

- Steve Nash

- Derek Harper

- Michael Finley

- Dirk Nowitzki

## Entrenadors destacats
- Don Nelson

- Dick Motta

- Avery Johnson

## Títols
- Campió de l'NBA - 1 - 2011
- Campió de Conferència - 1 - 2006
- Campió de Divisió - 1 - 1987

## Pavellons
- Reunion Arena (1980-2001)
- American Airlines Center (2001-actual)